# Exochus scutellaris
Exochus scutellaris är en stekelart som beskrevs av Chiu 1962. Exochus scutellaris ingår i släktet Exochus och familjen brokparasitsteklar. Inga underarter finns listade i Catalogue of Life.